# Hocalar
Hocalar là một huyện thuộc tỉnh Afyonkarahisar, Thổ Nhĩ Kỳ. Huyện có diện tích 556 km² và dân số thời điểm năm 2007 là 11683 người, mật độ 21 người/km².